# Ферст-Меса
Ферст-Меса (англ. First Mesa) — переписна місцевість (CDP) в США, в окрузі Навахо штату Аризона. Населення — 1352 особи (2020).

## Географія
Ферст-Меса розташований за координатами 35°49′54″ пн. ш. 110°22′8″ зх. д. / 35.83167° пн. ш. 110.36889° зх. д. (35.831663, -110.368892). За даними Бюро перепису населення США в 2010 році переписна місцевість мала площу 40,78 км², з яких 40,76 км² — суходіл та 0,02 км² — водойми.

## Демографія
Згідно з переписом 2010 року, у переписній місцевості мешкало 1555 осіб у 438 домогосподарствах у складі 342 родин. Густота населення становила 38 осіб/км². Було 555 помешкань (14/км²).
Расовий склад населення:
| - 97,7 % — корінних американців - 1,4 % — білих - 0,3 % — азіатів |

До двох чи більше рас належало 0,5 %. Частка іспаномовних становила 1,0 % від усіх жителів.
За віковим діапазоном населення розподілялося таким чином: 30,9 % — особи молодші 18 років, 59,3 % — особи у віці 18—64 років, 9,8 % — особи у віці 65 років та старші. Медіана віку мешканця становила 32,8 року. На 100 осіб жіночої статі у переписній місцевості припадало 93,6 чоловіків; на 100 жінок у віці від 18 років та старших — 90,9 чоловіків також старших 18 років.
Середній дохід на одне домашнє господарство становив 37 693 долари США (медіана — 23 790), а середній дохід на одну сім'ю — 41 648 доларів (медіана — 37 639). Медіана доходів становила 37 941 долар для чоловіків та 32 500 доларів для жінок. За межею бідності перебувало 39,3 % осіб, у тому числі 46,3 % дітей у віці до 18 років та 26,8 % осіб у віці 65 років та старших.
Цивільне працевлаштоване населення становило 522 особи. Основні галузі зайнятості: освіта, охорона здоров'я та соціальна допомога — 33,7 %, публічна адміністрація — 24,5 %, роздрібна торгівля — 13,8 %, науковці, спеціалісти, менеджери — 8,2 %.